# Ušatá veža
Ušatá veža ( polsky Złota Turnia německy Gaffelstürme maďarsky Rézpadtornyok je nejvýraznější věž v severozápadním hřebínku Malého Kežmarského štítu, od něj oddělena Ušatým sedlem ve Vysokých Tatrách. Má dva blízko sebe položené téměř stejně vysoké vrcholky (2265 m n. m.). Od Ušatého sedla mezi Ušatou věží a stěnou Malého Kežmarského štítu se svažuje šikmo, směrem dolů, markantní žlab nazývaný Německý žebřík. Vrcholky Ušaté věže nejsou dostupné pro turisty. Nejvýhodnější horolezecká cesta se nabízí z Ušatého sedla. 

## Název
Název vytvořil Arno Puškáš. Polský znalec Tater a historik Witold Henryk Paryski ho hodnotil jako nevhodný a použil ve své monografii o Tatrách pojmenování Złota turnia. Odvodil ho od pojmenování Złota Przełączka (Ušaté sedlo). Tento název a další podobné v této skupině tatranských objektů se váže k zlatokopům. Ušatým sedlem totiž v první polovině 18. století jako první pravidelně procházeli kežmarští zlatokopové Fábryovci do svých těžebních revírů na Medených lávkách. Ucho, ze kterého je odvozen slovenský název, je skalnatý sráz v dolních částech pravé strany Nižného stupně severní stěny Malého Kežmarského štítu. Svým půdorysem připomíná ušní boltec. 

## Historie
prvovýstupy:
- Alfred Grosz, Tibold Kregczy a Lajos Rokfalusy, 26. července 1912 - v létě na oba vrcholky.
- Jan Alfred Szczepański, 8. května 1928 - v zimě, na jihovýchodní vrchol.